# تومانسکی آر-۲۵
تومانسکی آر-۲۵ یک موتور توربوجت ساخت شوروی است، این موتور به عنوان آخرین توسعه آر-۱۱ شناخته می‌شود. این موتور به رهبری سرگئی الکسیویچ گاوریلف طراحی شد.